# ГЕС Rosal
ГЕС Rosal — гідроелектростанція на сході Бразилії у штаті Еспіриту-Санту (водосховище лежить на його межі зі штатом Ріо-де-Жанейро). Використовує ресурс річки Ітабапоана, яка стікає з прибережних гір в Атлантичний океан, впадаючи в нього за 130 км на південний захід від Віторії. Також можна відзначити, що нижче за течією працює мала ГЕС Pedra do Garrafão (17 МВт).
У межах проекту річку перекрили гравітаційною греблею з ущільненого котком бетону висотою 6 метрів та довжиною 213 метрів. Вона утримує витягнуте по долині Ітабапоани на 6 км водосховище з площею поверхні 1,29 км2 та об'ємом 10,9 млн м3 (корисний об'єм 5,18 млн м3).
Від сховища через лівобережний гірський масив прокладено дериваційний тунель довжиною 4,7 км, на виході якого назад до річки споруджено наземний машинний зал, обладнаний двома турбінами типу Френсіс загальною потужністю 55 МВт, які використовують напір у 184,4 метра.